# Składniki konstytutywne państwa
Państwo jest organizacją polityczną społeczeństwa, która nie może istnieć bez ludności, terytorium i władzy (warunki określone w art. 1 Konwencji z Montevideo zawartej w 1933). Składniki konstytutywne państwa służą do ogólnej charakterystyki państwa: 
- ludność państwa - jest niezbędna aby mogło istnieć państwo. Ludność państwa stanowi ogół osób fizycznych zamieszkujących terytorium danego państwa i podlegających jego prawom; do ludności danego państwa zaliczają się nie tylko obywatele (obywatelstwo jest trwałym węzłem prawnym łączącym osobę fizyczną z określonym państwem, nabycie obywatelstwa następuje z racji prawa krwi lub prawa ziemi) ale również cudzoziemcy (osoby mające obce obywatelstwo) oraz tzw. bezpaństwowcy (osoby nie posiadające żadnego obywatelstwa). Ludność państwa posiada zakres praw i obowiązków, który ustalają organy państwa. Na świecie liczebność ludności państw jest zróżnicowana - istnieją państwa z ludnością do 1 mln i państwa, które zamieszkuje ponad 100 mln mieszkańców. Państwo jest organizacją obejmującą całą ludność na określonym terytorium. Ludność jest ważnym składnikiem państwa z tego względu, że to człowiek wpływa na rozwój ekonomiczny, gospodarczy, kulturowy państwa, wpływa na wzrost cywilizacji.

- terytorium państwa - terytorium jest podstawą istnienia państwa, występowanie państwa bez terytorium jest niemożliwe; terytorium jest to obszar geograficzny podległy suwerennej władzy państwowej. Początkowo mianem terytorium określano tylko przestrzeń lądową, jednak z biegiem czasu w wyniku ekspansji terytorialnej państwa pozyskiwały kolonie, powiększały swoje terytoria dlatego też obecnie terytorium danego państwa składa się z przestrzeni lądowej, morskiej i powietrznej, obejmuje zarówno fragmenty kontynentów jak i wysp. Z tego powodu granice państwa są trójwymiarowe:
  1. lądowe - przebiegające między dwoma państwami
  2. morskie - sięgają 12 mil morskich od linii podstawowej
  3. przestrzenne - do wysokości sięgnięcia środkami techniki obronnej (p. Linia Kármána)

Państwa mają zróżnicowane terytorium. Biorąc pod uwagę wielkość terytorium na świecie istnieją:
  1. państwa wielkie np.: Rosja - 17,1 mln km², Kanada - 9,9 mln km², Chiny - 9,5 mln km², Brazylia - 8,5 mln km²
  2. państwa średnie np.: Francja, Polska, Ukraina, Hiszpania, Japonia, Turcja, Szwecja, Wietnam
  3. państwa małe np.: Andora - 453 km², Malta - 316 km², San Marino 61 km², Monako - 1,9 km²

- władza publiczna - ważny atrybut państwa, najważniejszym zadaniem władzy jest podporządkowanie sobie ludności na danym terytorium; podporządkowanie polega na nadaniu obywatelom praw i obowiązków, czuwaniu nad ich przestrzeganiem, a w razie niepodporządkowania pociągniecie do odpowiedzialności. W długim procesie dziejowym wytworzył się podział działań publicznych co doprowadziło do podziału władz i powołania odpowiednich organów państwowych pełniących określone funkcje. Główne organy władzy publicznej to: organy prawotwórcze, organy administracyjne, organy sądowe i organy kontrolne. Władza publiczna jest władzą obejmującą wszystkich ludzi w państwie.

## Literatura
1. E.Zieliński, Nauka o państwie i polityce, Warszawa 2006
2. F.Ryszka, Nauka o polityce, Warszawa 1984